# Markt (Spijkenisse)

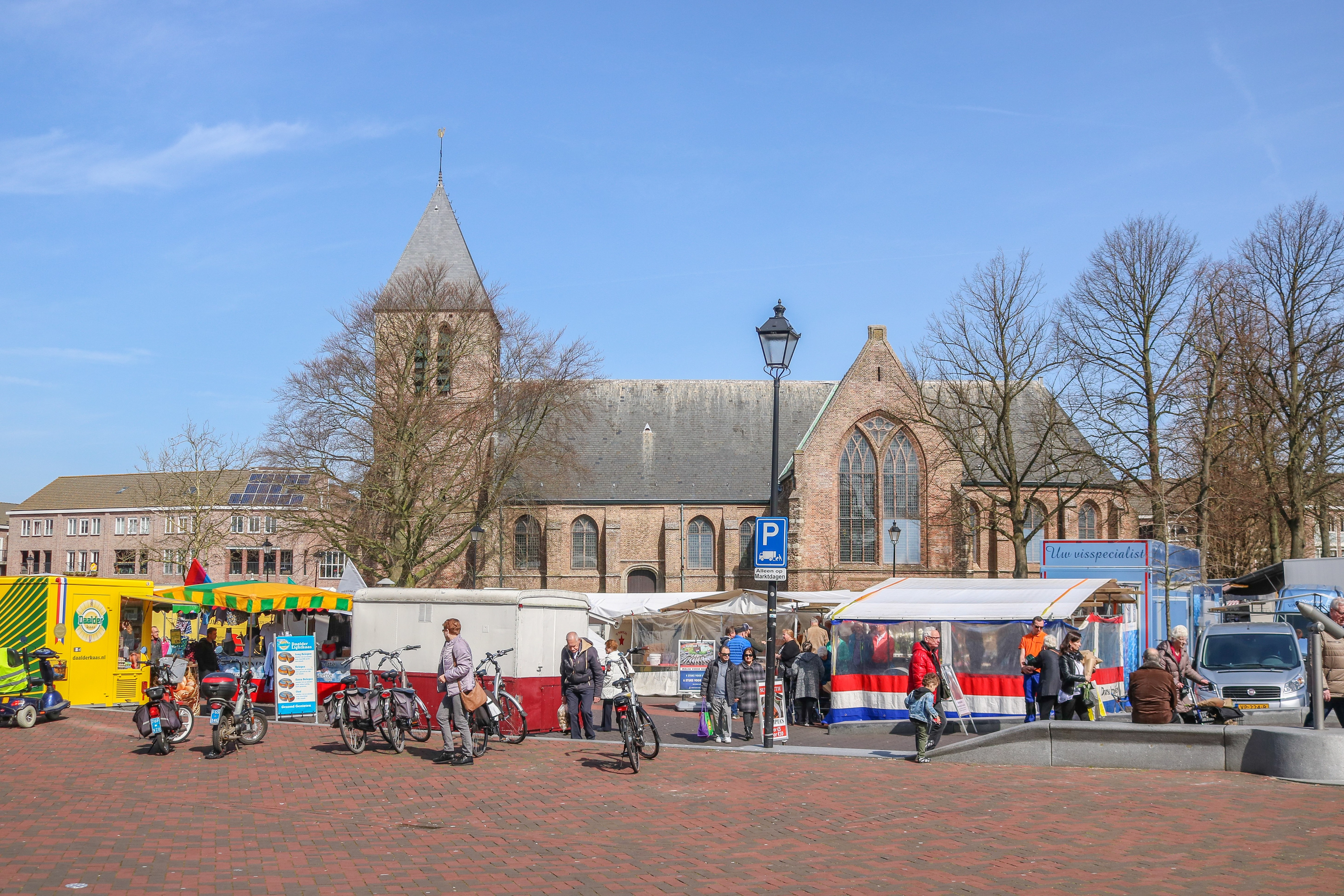
De markt in Spijkenisse (2018)

De markt van Spijkenisse is een warenmarkt in Spijkenisse die sinds 26 maart 1968 op verschillende plaatsen is gehouden, aanvankelijk alleen op dinsdag, later ook op zaterdag. 

## Geschiedenis
In 1958 werd Spijkenisse groeigemeente. Daarvóór was het een dorp met zo'n 3500 inwoners, te klein voor een eigen weekmarkt. In 1963, toen Spijkensse 10.000 inwoners telde, verscheen er op verzoek van B&W een rapport over de mogelijkheden voor een eigen warenmarkt. Daarin stond het advies dat de instelling van een markt van 30 à 40 kramen pas verantwoord was bij minimaal ca. 20.000 inwoners. Een ander advies was om de markt dan op dinsdag te houden, omdat er al markten waren op donderdag in het nabijgelegen Hoogvliet en op woensdag en zaterdag in Rotterdam-Zuid, waar ook bezoekers uit de regio kwamen. De verplichte winkelsluiting op dinsdagmiddag moest dan wel verplaatst worden naar maandagochtend.
In 1967 kwam de 20.000ste inwoner en ondernam de gemeente stappen om een warenmarkt te realiseren. De volgende beslissingen werden genomen:
- Er kwam een weekmarkt op de dinsdagen.
- De markt zou gehouden worden op het Gedempte Spui (nu Rademachterstraat, inclusief de latere bebouwing tot aan de Nieuwstraat). Dat lag centraal tussen de destijds bestaande woonwijken Schiekamp-Hoogwerf in het noorden en Groenewoud-Sterrenkwartier in het zuiden. Daar was voldoende ruimte (na enkele meters verbreding). Bovendien hoefden er dan geen woonstraten te worden afgezet en was er de minste overlast voor omwonenden. Ook kwam aan de Marrewijklaan, dicht bij de Voorstraat, een nieuw parkeerterrein waar voldoende parkeerplaatsen konden worden gerealiseerd. Toen enige tijd later de markt toch te klein bleek, werden ook op de Nieuwstraat enkele kramen gezet.
- De markt duurde van 's morgens 10 uur tot 's middags 6 uur ('s winters tot 5 uur).
- Aanvankelijk kwamen er 44 kramen van elk 5 meter. De toewijzing van de kramen was aan de hand van een weloverwogen brancheverdeling, zodat de consumenten een ruim assortiment aangeboden kregen.
- Winkeliers die gewend waren op dinsdag hun vaste sluitingsmiddag te hebben, konden uiteindelijk kiezen: die naar maandagochtend of woensdagmiddag verschuiven.

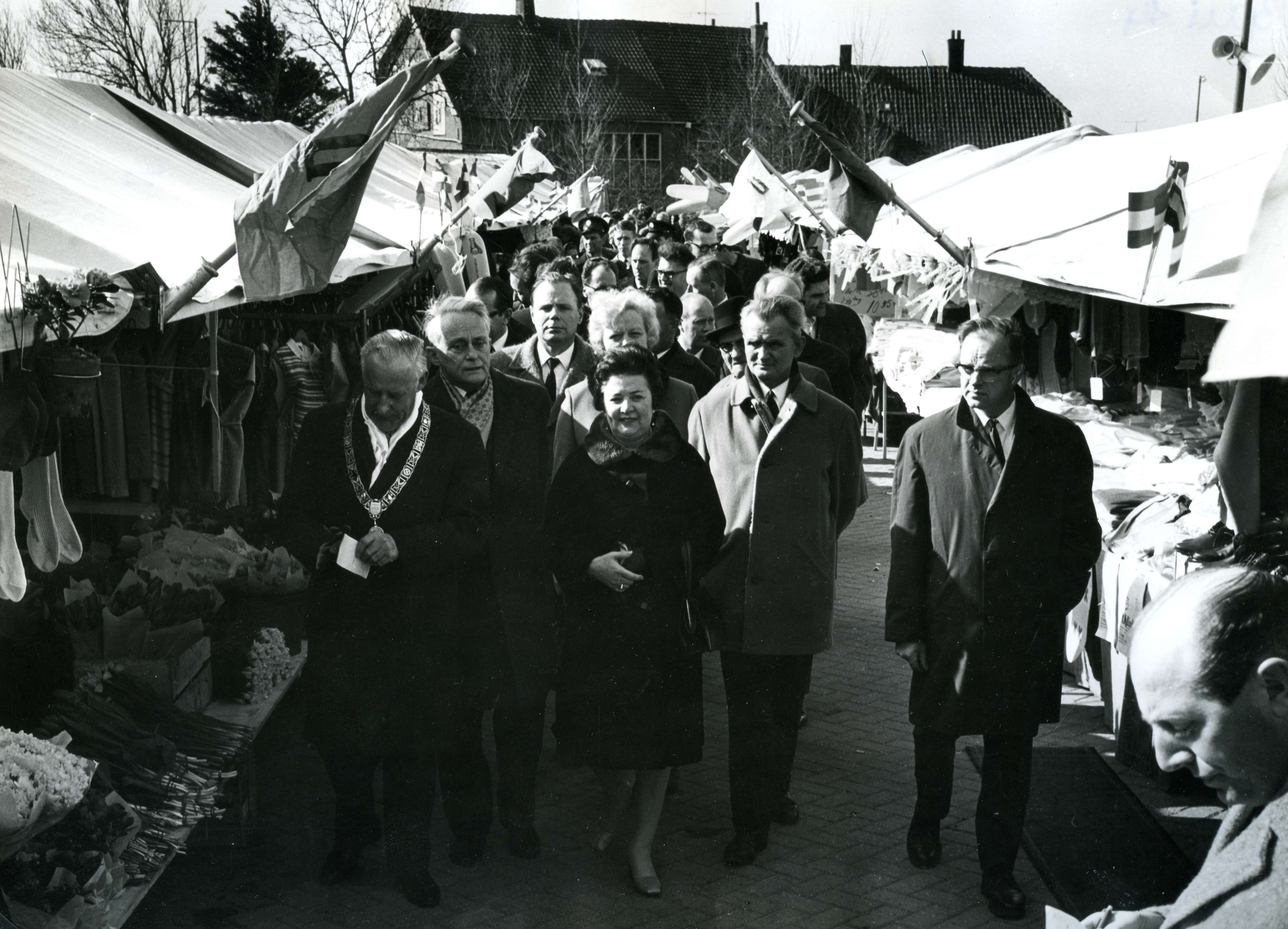
Opening weekmarkt Gedempte Spui met burgemeester Bliek, Commissaris van de Koningin Jan Klaasesz en marktmeester Jaap Villerius

De belangstelling vanuit het marktwezen was groot: er kwamen 288 inschrijvingen voor 44 standplaatsen. Verdeling vond plaats door middel van een openbare loting (per branche dus). Op dinsdag 26 maart 1968 werd de eerste weekmarkt geopend door de toenmalige commissaris van de Koningin voor Zuid-Holland, Mr Jan Klaasesz. 
Toen de markt begon, waren er alleen kramen, verder had de gemeente nergens voor gezorgd: geen stromend water en geen sanitair. Het aan de markt gelegen Café Sport (later: Restaurant 't Ganzegors) zag kansen en faciliteerde de marktkooplui (en hun klanten), niet alleen met water en sanitair, maar ook met koffie, maaltijden, andere versnaperingen en het beschikbaar stellen van een telefoon. Het café moest er wel flink voor verbouwd worden, maar het legde de uitbaters geen windeieren.

## Veranderingen
Om plaats te maken voor bebouwing aan de Nieuwstraat, verhuisde de markt op 5 september 1978 naar het Kerkplein (nu Markt), zo'n 300 meter verderop.
Vanaf 1996 wordt er ook een warenmarkt op de zaterdag gehouden. De openingstijden werden dinsdag van 9:00 tot 16:30 en zaterdag van 9:00 tot 16:00 uur. 
Tussen 2000 en 2013 werd de markt gehouden aan de Breestraat, op het parkeerterrein naast de Marrewijkflat. Dit vanwege bouwactiviteiten aan de Markt. Begin 2013 ging de markt weer terug naar de Markt, het plein tussen de Dorpskerk en de Boekenberg.
Het aantal standplaatsen voor marktkramen, standwerkers en mobiele marktwagens werd in de loop der tijd uitgebreid van 44 bij de start tot zo'n 90 in 2005. In 2015 werd het aantal standplaatsen teruggebracht naar 45 (dinsdagmarkt) en 53 (zaterdagmarkt), vanwege de teruglopende belangstelling bij consumenten en parallel daaraan ook bij marktkooplui, conform de landelijke trend.

## Fotogalerij

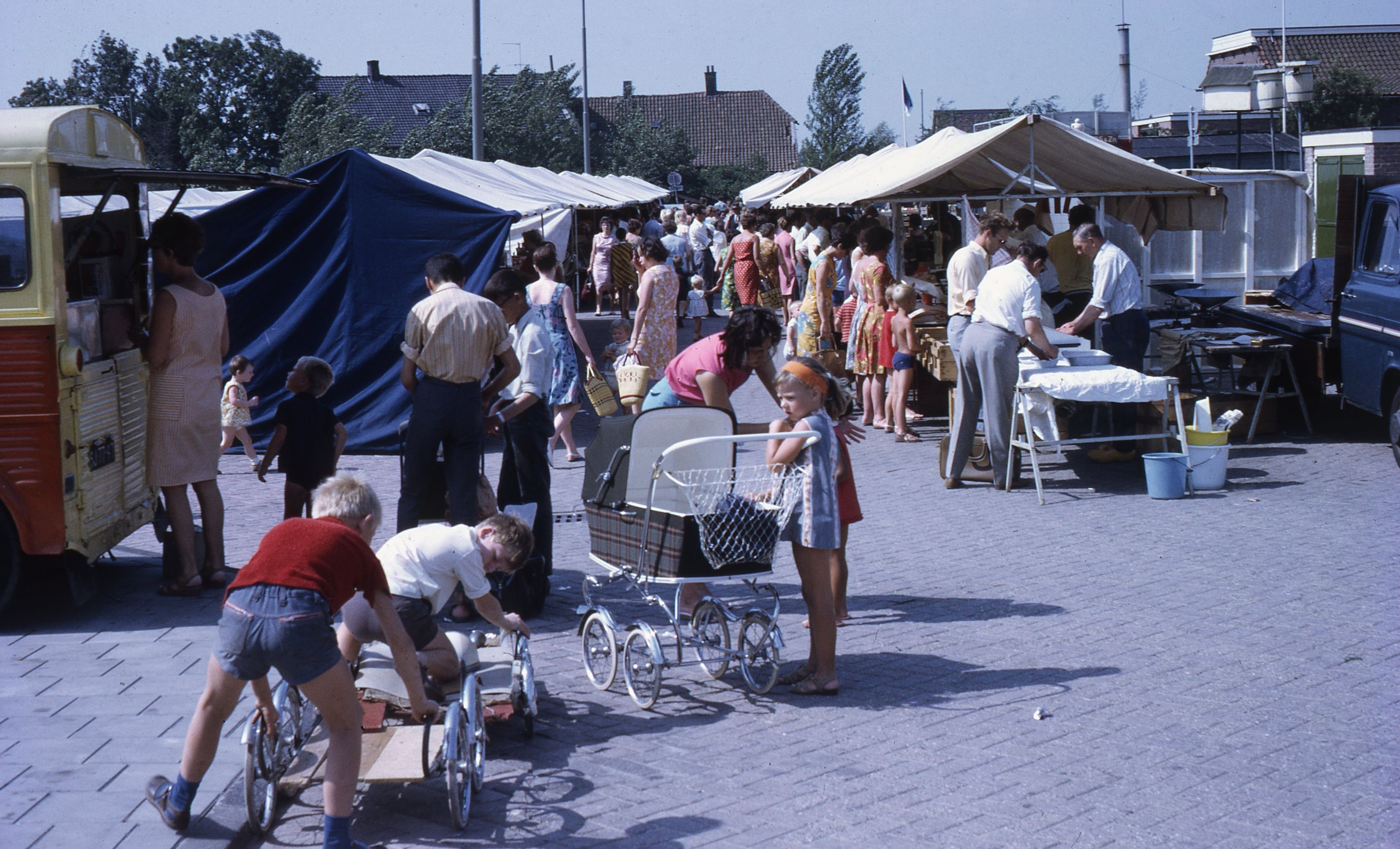
Markt op het Gedempte Spui, 1968
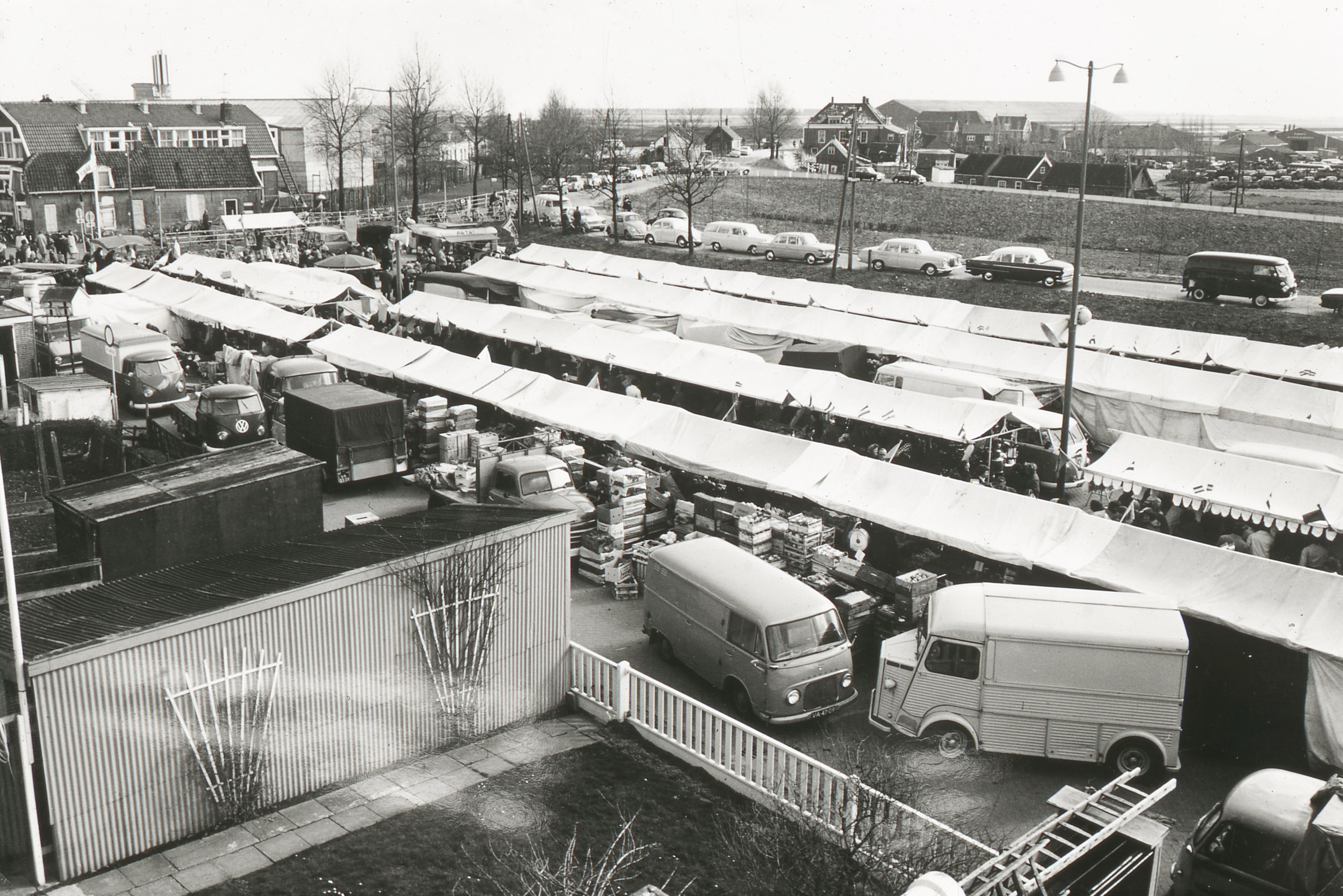
Markt op het Gedempte Spui ±1970, met zicht op de dijk Nieuwstraat en linksboven Café Sport
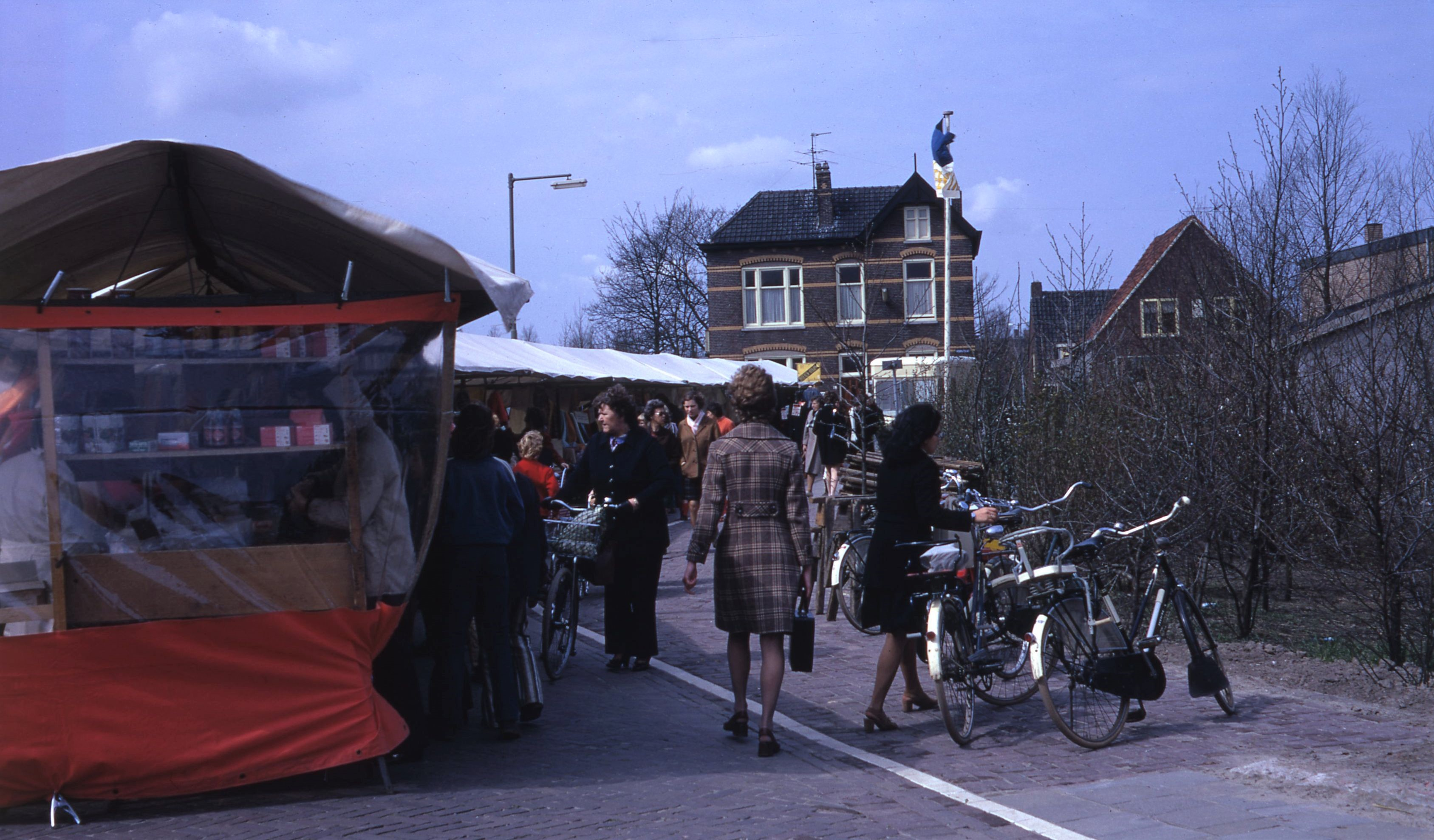
Markt op de Nieuwstraat, 1973
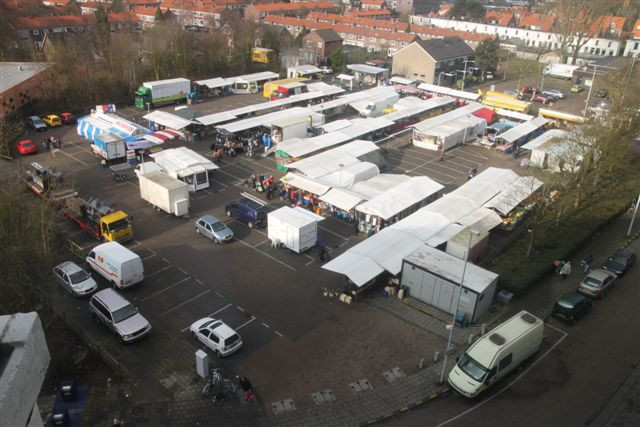
Markt aan de Breestraat, 2013
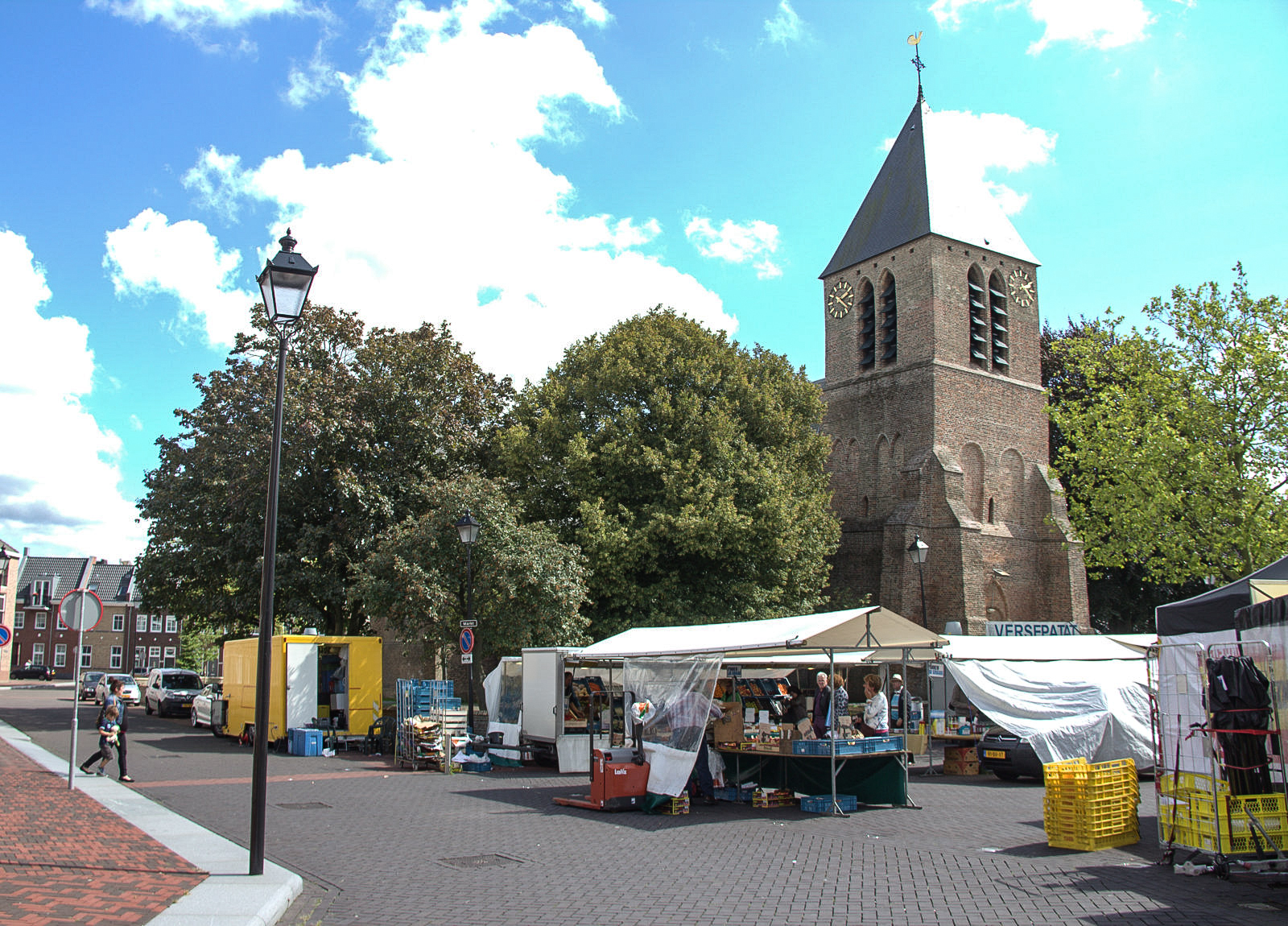
Markt op de Markt, 2014